# 利根コカ・コーラボトリング
利根コカ・コーラボトリング株式会社（とねコカ・コーラボトリング、TONE Coca-Cola Bottling Co,.Ltd.）は、かつて存在した千葉県、茨城県、栃木県を販売地域とするコカ・コーラのボトラー。
2015年1月1日に親会社のコカ・コーライーストジャパンへ吸収合併された。

## 概要
同社の営業エリアで独自に発売されていた商品として（後に全国発売された）、缶コーヒー「ジョージア・マックスコーヒー」がある。また各工場（現在はコカ・コーライーストジャパンプロダクツへ移管）の見学や、商品の試飲などができた。
群馬県、埼玉県、新潟県は三国コカ・コーラボトリング、東京都は東京コカ・コーラボトリング、神奈川県、山梨県はコカ・コーラ セントラル ジャパンが担当していた（いずれもコカ・コーライーストジャパンへ吸収合併）。

## 沿革
- 1962年 利根飲料株式会社設立（千葉県野田市野田339）。
- 1963年
  - 利根コカ・コーラボトリング株式会社に社名変更。本社を市川市に移転（千葉県市川市下新宿15）。
  - 本社敷地内の市川本社工場竣工。稼動開始。
- 1965年 コカ・コーラ250ml缶販売。
- 1966年 千葉工場竣工。稼動開始。
- 1967年 宇都宮工場竣工。稼動開始。
- 1968年 千葉工場に生産ラインを増設し、市川工場を閉鎖。
- 1970年 茨城工場竣工。千葉・宇都宮工場と合わせて3工場体制が確立。
- 1972年 千葉増設工場設置工事完了。高速レギュラーサイズ専用ライン稼動開始。
- 1973年　
  - 本社新社屋完成（千葉県野田市中根310番地）。
  - ドクターペッパーを販売する目的で、子会社の利根ソフトドリンク（後のイトシア）設立。ドクターペッパー200ml瓶及び250ml缶販売開始。
- 1974年 茨城工場に250ml缶製品ラインを設置し、缶入り製品の自社生産開始。
- 1975年 利根ソフトドリンクを通じてマックスコーヒー発売。その7日後にジョージアコーヒーを栃木県限定で発売。
- 1977年 コカ・コーラ1リットルサイズ発売。茨城工場で製造開始。
- 1978年 マックスコーヒーを栃木県で発売。
- 1979年 ジョージアコーヒーを千葉県及び茨城県で発売。
- 1981年 コカ・コーラ500ml缶を130円で発売。製造はサツキコカ・コーラキャンニング。
- 1983年
  - 三国コカ・コーラボトリング仕入製品の1.5ℓのペットボトル入りコカコーラを千葉・茨城・栃木で発売。
  - 茨城工場にマックスコーヒー専用ラインを設置。
- 1985年 宇都宮工場にマルチボトルラインのビン3号ライン増設工事完了。
- 1987年
  - 千葉増設工場にコーヒー缶ライン及びポストミックスラインを設置。
  - 茨城工場にてジョージアコーヒー製造開始。
- 1988年 千葉増設工場コーヒー缶ライン改造工事完了。1分間に900缶の製造が可能になる。
- 1989年 千葉工場で1.5ℓペットボトル製品の製造開始。
- 1991年 マックスコーヒーをジョージアブランドに編入。
- 1996年 千葉ロジスティクスセンター稼動。
- 1997年
  - 千葉工場（4月）及び宇都宮工場（8月）を閉鎖。これによりビン製品のラインを茨城工場に集約。
  - 茨城工場にPET専用のビン1号ラインが竣工。
- 2001年
  - 製造部門をコカ・コーライーストジャパンプロダクツ株式会社へ譲渡。
  - 茨城工場小型PET・ボトル缶共用ライン竣工。
- 2005年 茨城工場ビン3号ラインを撤去。ガラスビン製品の製造を多摩工場に集約。
- 2008年 茨城工場レトルト缶ラインの改修工事完了。生産能力が倍増される。
- 2012年 イトシア株式会社を吸収合併。
- 2013年 コカ・コーライーストジャパン株式会社を持株会社として、当社とコカ・コーラ セントラル ジャパン、東京コカ・コーラボトリング、三国コカ・コーラボトリングの4社が株式交換と分割により経営統合[1][2]。当社はコカ・コーライーストジャパン株式会社の完全子会社となる。
- 2015年 持株会社であったコカ・コーライーストジャパンが、コカ・コーラ セントラル ジャパン（2代目）、三国コカ・コーラボトリング、東京コカ・コーラボトリング、当社の4社を吸収合併し、事業会社化。当社は消滅した[3]。

## 工場
- 茨城工場 (T→TIB→EIB) -茨城県土浦市東中貫

1970年に開設。当初は他工場同様にびん製品を生産していたが、1974年には缶製品ラインを設置し缶飲料の自社生産を開始。1977年のリットルびんライン、1983年のコーヒー缶製品ライン（当初はマックスコーヒー専用）の設置と利根社の主力工場としての役割を担っていく。2001年にコカ・コーライーストジャパンプロダクツ茨城工場となった。
- 千葉工場（C、増設工場はC2）（廃止）

全自動立体倉庫などを備えた最新鋭のボトリング工場として登場。1987年にレギュラーサイズ専用だった増設工場にレトルト設備を持つ缶ラインとポストミックス用シロップ製造ラインが設置され、茨城工場に加えてコーヒー缶製品の製造拠点になるが1997年に生産を終了し閉鎖。
- 宇都宮工場 (U) （廃止）

ボトル製品の製造拠点として最終的に3ラインを備えた。第3ラインは小瓶から大型PET製品まで生産可能のマルチラインとして機能。無菌充填PETボトルライン設置の構想もあったが、最終的に利根ソフトドリンク五霞工場への設置が決まり1997年に生産終了・閉鎖が決定。
- 市川工場

遊休地であった野田醤油（現キッコーマン）行徳工場跡地に本社工場として建設された。急遽設置された工場であったこと、水資源に乏しい（地盤沈下の恐れから井戸水をボトリングに使用できなかった）ことに加え敷地面積・生産能力ともに小規模なものであったため千葉工場ライン増設工事に伴い閉鎖。現在ではその跡地に市川支店が設置され現在も当時の建物のまま営業中である。
※工場名の後ろの英数字は製造所固有記号

## 関連会社
- 利根物流サービス株式会社
- 利根自動販売機サービス株式会社
- EX－サービス株式会社